# Steinhagen (Vesztfália)
Steinhagen település Németországban, azon belül Észak-Rajna-Vesztfália tartományban. Lakosainak száma 20 885 fő (2023. december 31.). Steinhagen Gütersloh, Harsewinkel, Halle és Bielefeld községekkel határos.

## Népesség
A település népességének változása:
| Lakosok száma | 15 781 | 20 715 | 20 698 | 20 405 | 20 671 | 20 885 |
|               | 1975   | 2017   | 2019   | 2021   | 2022   | 2023   |